# Terinos robertsia
Terinos robertsia är en fjärilsart som beskrevs av Butler 1867. Terinos robertsia ingår i släktet Terinos och familjen praktfjärilar. Inga underarter finns listade i Catalogue of Life.